# فیری اسپیرفیش
border (به انگلیسی: Fairey_Spearfish) یک هواگرد ملخ‌پیشین تک‌موتوره از نوع هواگرد اژدرافکن/بمب افکن شیرجه رو ساخت شرکت Fairey Aviation است. هواگرد border نخستین پروازش را در ۵ ژوئیه ۱۹۴۵ میلادی انجام داد. برنامه ساخت این هواگرد در نهایت لغو گردید. در مجموع، تعداد ۵ فروند از این هواگرد ساخته شده‌است.